# 普纳公主
普纳（?—?），元朝公主，元成宗铁穆耳的女儿。
普纳嫁给了弘吉剌部的首领桑哥不剌，桑哥不剌是帖木儿之子、斡陈之孙、按陈曾孙、特薛禅玄孙。特薛禅是成吉思汗夫人孛儿帖的父亲。按陈是元世祖忽必烈皇后察必的父亲。帖木儿娶忽必烈的女儿囊家真。桑哥不刺在元成宗时，娶普纳公主，至顺间封郓安大长公主，赐桑哥不剌金印，封郓安王，职千户。元统元年（1333年），授万户。元统二年（1334年）桑哥不刺被加封为鲁王，郓安大长公主普纳同时被加封为皇姑鲁国大长公主。进封桑哥不剌鲁王。